# Els Flautats

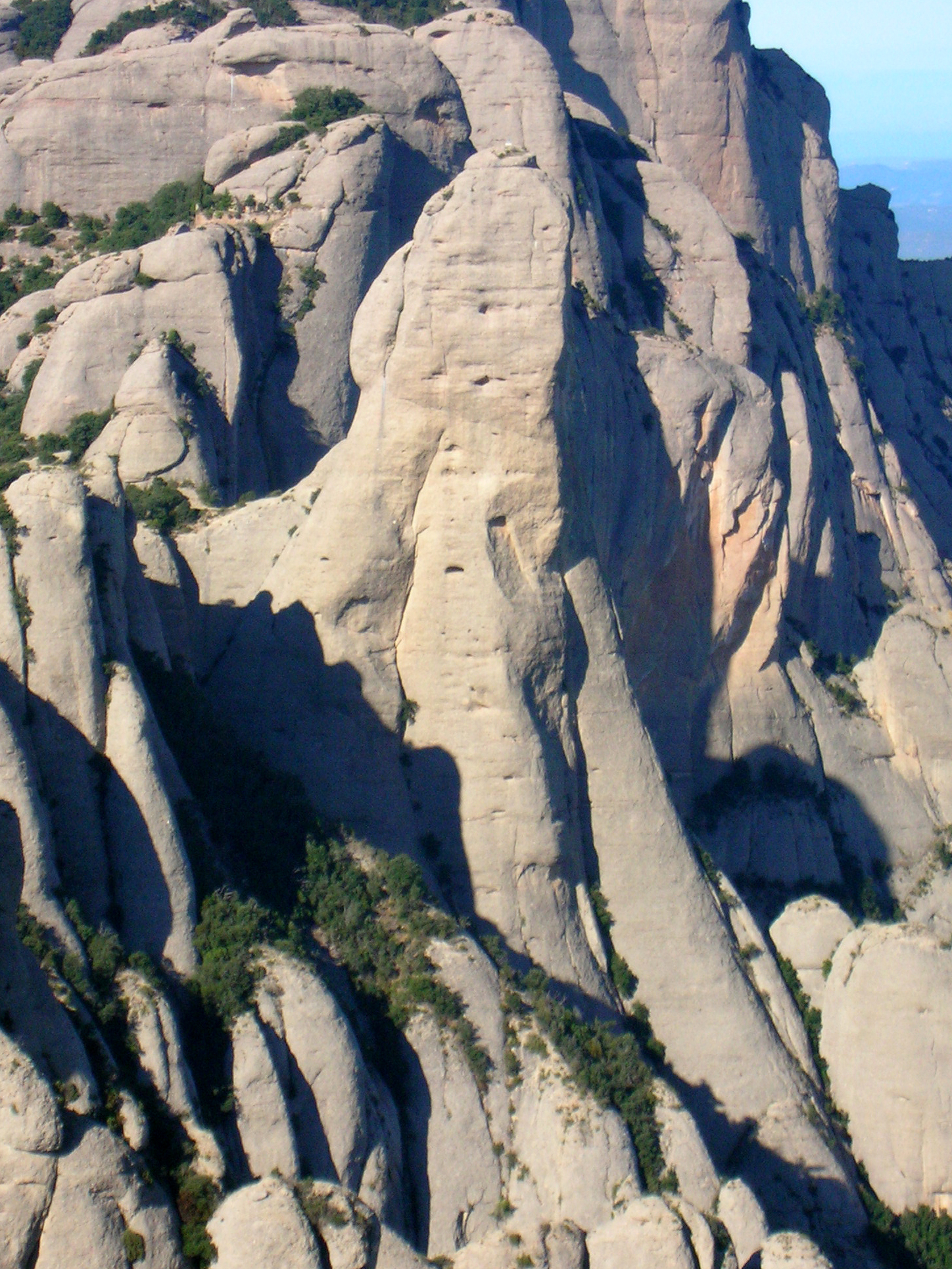
El Cavall Bernat vist des dels Flautats, Montserrat

Els Flautats es troben a Montserrat (Catalunya), i són un serrat fabulós que produeix música quan el vent bufa entre les seues agulles amb forma de tub.

## Descripció
Segons la creença, en dies de fort vent, emeten un so característic que es podria comparar al d'un orgue. De fet, la situació de les agulles les fa propenses a ser batudes pel vent i, per tant, a produir algun tipus de soroll. D'altra banda, la forma arrenglerada d'aquestes agulles recorda clarament els tubs d'un d'aquests instruments de vent. Els més agosarats podran escoltar la melodia del vent si s'embarquen en la travessia clàssica dels Flautats. Aquesta via ferrada ressegueix el perfil irregular del serrat, saltant d'agulla en agulla. Els cims més accessibles dels Flautats foren visitats per primera vegada per la cordada de Lluís Estasen i Pla el 1922. A l'extrem nord dels Flautats, hi ha una agulla clarament separada i diferenciada de les altres: La Porra. Les seues parets desplomades guardaren amb gelosia el cim, el qual no fou conquerit fins a l'any 1942 per la cordada Panyella-Ferrera-Estrems, amb una via que supera difícils passos d'escalada en lliure i artificial. Actualment, hom pot veure que existeix una tirolina vertiginosa que connecta La Porra amb l'agulla veïna de La Punxa. A banda dels Flautats, Montserrat disposa d'un gran nombre de serrats que concentren una quantitat considerable de monòlits en un espai reduït. Durant un període de nou anys (1964-1972), un conjunt d'escaladors liderat per Josep Barberà assolí el cim de totes les roques de Montserrat. Fruit d'aquesta tasca titànica, Barberà publicà l'enciclopèdia de l'orografia montserratina: Montserrat pam a pam, una obra magna en què es descriuen detalladament l'accés i ascens a més de 600 roques monolítiques.

## Accés
Cal aparcar el vehicle al monestir de Montserrat i pujar fins a l'ermita refugi de Sant Benet. Agafem el corriol que s'allunya del refugi en direcció nord. Passem l'agulla de Sant Benet i, abans d'arribar a la roca de la Trumfa, ens desviem a l'esquerra per la sendera que puja a Sant Salvador (senyalitzat). El camí puja per un fort pendent entre les alzines i passa molt a prop de La Mòmia i l'Elefant. Després de fer una breu visita a l'ermita de Sant Salvador, arribarem al coll del mateix nom. Baixem pel vessant oposat de la muntanya, ignorant els dos corriols que surten a mà dreta. El camí principal ens portarà fins al coll de la Canal Plana, des d'on, mirant a llevant, gaudirem d'una panoràmica excel·lent del conjunt dels Flautats. Opcionalment, podem agafar el camí que, sortint del coll en direcció NO, puja fins al serrat de les Lluernes, on podrem contemplar una àmplia vista sobre el Cavall Bernat i la regió de Tabor.

## Curiositats
La tradició popular els ha donat també un altre nom: La Processó dels Monjos. Segons la llegenda, aquest reguitzell de monòlits s'hauria originat després que una sèrie de monjos fossin castigats perquè uns quants d'ells volien enterrar en terra sagrada un dels seus companys que havia tingut una vida moralment dubtosa segons la fe cristiana. Es tractava d'un ermità una mica incrèdul i, suposadament, no gaire bo. En morir, alguns monjos opinaren que, si hagués estat tan dolent com la major part dels seus companys pensaven, el diable ja se l'hauria endut en el moment de morir. Però la morfologia de l'indret donà la raó a la majoria i, quan aquesta minoria de monjos varen intentar de fer un ofici en honor del mort, varen quedar petrificats tal com avui dia els veiem. La forma arrenglerada de la Processó dels Monjos és explicada per la llegenda dient que anaven en processó a sebollir l'ermità mort.